# Eremoteri
Els eremoteris (Eremotherium) són un gènere extint de peresosos terrestres actius de la família dels megatèrids. Eren endèmics de les Amèriques i visqueren des del Miocè superior fins a l'Holocè.